# バーバー吉野
『バーバー吉野』（バーバーよしの、英語: Yoshino's Barber Shop）は、2004年公開の日本映画。
第13回PFFスカラシップ作品。荻上直子監督の長編劇場デビュー作品。

## あらすじ
ある山あいの田舎町の朝。子供たちが並んで登校して来る。その町の子供たちはみんな、修道僧かこけしのようなおかっぱ頭で前髪を短く切り揃えた髪形をしていた。その町には「バーバー吉野」という散髪屋が一軒あるだけで、子供たちはみんな「吉野ガリ」と呼ばれる同じ髪型にする慣わしがあった。その散髪屋の子に吉野慶太という少年がいて、彼の同級生のヤジ、カワチン、グッチの三人は店に遊びに来るのが常だった。
ある日、彼らの小学校に東京から坂上君という転校生がやって来る。彼の髪型は茶髪の横分けでかっこよかった。授業が終わると、散髪屋の息子の慶太は先生から坂上君のために町を案内するように頼まれる。慶太は坂上君を連れて川や商店街を案内していると、ケケおじさんと遭遇してしまう。ケケおじさんは独り言を言いながら商店街を行ったり来たりする町の変わり者だった。慶太は坂上君に「目を合わさない方がいい」と教えるが、うっかり振り向いて目を合わせてしまい、ケケおじさんに追いかけられる。二人は走って逃げた。
坂上君と慶太はバーバー吉野まで逃げてくる。すると、慶太の母（もたいまさこ）が店から出てきて坂上君に「君が転校生の坂上君だね、うちで散髪して早くみんなと同じ髪型にしないとだめだよ。」と言う。坂上君は強く反発心を持つのだった。
その後、坂上君は学校で先生にも「みんなと同じ髪型にして、早くみんなと仲良くなりなさい。」と言われ、とうとう病気を理由に学校に来なくなってしまう。
学校のプリントを坂上君に渡すために、慶太たち四人は坂上君の家を訪ねる。坂上君の家に上がり込んだ四人は、坂上君の部屋で彼が引越しの時に持ってきたという数冊のエロ雑誌があるのを発見し、恐るおそる眺める。グッチだけは小学生はこんなの見ちゃいけないんだと、エロ雑誌を見ようとしなかった。カワチンが言った。「よし！坂上君は髪型を変えないでいいことにしよう。俺たちの仲間にする。」、「この雑誌は俺たちの秘密基地に隠しておこう。」、そんな経過で坂上君は慶太たちの仲間となった。
その後ある時、ひとり孤立してしまったグッチは天狗の面をかぶって秘密基地に忍び込み、エロ雑誌をランドセルの中に隠して持ち去った。ほんとは見たかったのだった。グッチは親に見つからないように、ずっとかばんの中に入れたまま学校に登校していたが、とうとう先生に見つかってしまう。おかげで五人は先生にひどく怒られてしまった。
そのことを知った吉野のおばちゃんは、転校生の坂上君が原因で町の風紀を乱していると言い張る。そして坂上君の髪型を変えることに執念を燃やしはじめる。しかし、それに対し坂上君は絶対にいやだと抵抗する。
次第に他の四人も坂上君のようにかっこいい髪型にしたいと考え始める。少年たちはなんとか方法を考えるが、なかなかうまく行かなかった。そしてとうとう坂上君も吉野のおばちゃんにつかまり「吉野ガリ」にされてしまう。
それに対し五人は川原で一晩、野宿して「吉野ガリ」に抵抗するために髪の色を染める。町では山の神様を祭る、天狗祭りが始まっていた。祭りの夜、集まった人たちを前にして、五人は「吉野ガリ」に反対する演説のパフォーマンスを実行する。
すると町の子供たちや大人たちに様々な意見が沸きあがる。吉野のおばちゃんも時代の変化を受け入れ、めでたく少年たちの髪型はかっこいい髪形となってゆく。そして、バーバー吉野とそこに集まる少年たちにいつもの平穏な日々が続くのだった。

## 余談
物語のシナリオでは坂上を除く登場人物は子供も大人も全て「吉野ガリ」になっているはずなのだが、作中吉野ガリになってるのは主要人物のみで、エキストラの大半は普通の髪型をしており、矛盾が生じている。

## キャスト
- 米田良 - 吉野慶太
- もたいまさこ - 吉野のおばちゃん（慶太の母）
- 石田法嗣 - 坂上洋介（都会からの転校生）
- 大川翔太 - 矢島真之介（ヤジ）
- 村松諒 - 川口貴弘（カワチン）
- 宮尾真之介 - 山口修平（グッチ）
- 岡本奈月 - 上杉真央（慶太たち4人の同級生）
- 浅野和之 - 吉野武雄（慶太の父）
- 桜井センリ - 三河盛平（子供たちに三河のじいちゃんと呼ばれる）
- 森下能幸 - ケケおじさん（町の変わり者）
- 三浦誠己 - 北野先生
- たくませいこ - 吉野香苗（慶太のお姉ちゃん）

## スタッフ
- 監督・脚本 - 荻上直子
- 撮影 - 上野彰吾
- 編集 - 普嶋信一
- 美術 - 松塚隆史
- 装飾 - 中澤正英
- 衣装デザイン - 松川好伸
- ヘアメイク - 宮崎智子
- ヘアメイク助手 - 百瀬広美
- 音楽監修 - 井出博子
- 音楽プロデューサー - 北原京子
- 現像 - IMAGICA
- スタジオ - 日活撮影所
- 撮影協力 - フィルムコミッション伊豆、松崎町役場商工観光課、松崎町立岩科小学校、下田市役所商工観光課 ほか
- 協力 - 全国理容生活衛生同業組合連合会
- 製作者 - 矢内廣、中村雅哉、児玉守弘、黒坂修、高野力
- プロデューサー - 天野真弓

## 挿入曲
- 「ハレルヤ　メサイアより」 作曲：ヘンデル 編曲：井出博子
  - 劇中合唱 - 東京FM少年合唱団　
  - エンディング - ロイヤル・フィルハーモニック・オーケストラ
- 「オンブラ・マイ・フ」 作曲：ヘンデル 編曲：井出博子
- 「Ciribiribin!」 作曲：Pestalozza Alberto 編曲：井出博子
- 「Core'n grato」 作曲：S.Cardillo 作詞：Eu Mumu Nanako 編曲：井出博子
- 「"Quando men vo" from La Boheme」 作曲：Giacomo Puccini 編曲：井出博子

## 出品・受賞歴
- 第54回ベルリン国際映画祭（2004年2月7日） 児童映画部門特別賞（スペシャル・メンション）授与[2]。
- フランクフルトのニッポン・コネクション（2004年4月16日）に出品[1]。